# Craménil
Craménil és un municipi francès situat al departament de l'Orne i a la regió de Normandia. L'any 2007 tenia 163 habitants.

## Demografia

### Població
El 2007 la població de fet de Craménil era de 163 persones. Hi havia 67 famílies de les quals 20 eren unipersonals (16 homes vivint sols i 4 dones vivint soles), 23 parelles sense fills, 16 parelles amb fills i 8 famílies monoparentals amb fills.
La població ha evolucionat segons el següent gràfic:
Habitants censats

### Habitatges
El 2007 hi havia 92 habitatges, 69 eren l'habitatge principal de la família, 16 eren segones residències i 7 estaven desocupats. 91 eren cases i 1 era un apartament. Dels 69 habitatges principals, 45 estaven ocupats pels seus propietaris, 21 estaven llogats i ocupats pels llogaters i 3 estaven cedits a títol gratuït; 7 tenien dues cambres, 21 en tenien tres, 16 en tenien quatre i 25 en tenien cinc o més. 58 habitatges disposaven pel capbaix d'una plaça de pàrquing. A 39 habitatges hi havia un automòbil i a 25 n'hi havia dos o més.

### Piràmide de població
La piràmide de població per edats i sexe el 2009 era:
| Homes | Edats   | Dones |
| ----- | ------- | ----- |
| 0     | 95 o +  | 0     |
| 0     | 90 a 94 | 0     |
| 4     | 85 a 89 | 8     |
| 0     | 80 a 84 | 0     |
| 0     | 75 a 79 | 4     |
| 0     | 70 a 74 | 0     |
| 0     | 65 a 69 | 8     |
| 8     | 60 a 64 | 0     |
| 8     | 55 a 59 | 4     |
| 8     | 50 a 54 | 8     |
| 4     | 45 a 49 | 8     |
| 8     | 40 a 44 | 4     |
| 8     | 35 a 39 | 4     |
| 0     | 30 a 34 | 8     |
| 8     | 25 a 29 | 0     |
| 8     | 20 a 24 | 8     |
| 8     | 15 a 19 | 8     |
| 4     | 10 a 14 | 4     |
| 0     | 5 a 9   | 4     |
| 0     | 0 a 4   | 4     |

## Economia
El 2007 la població en edat de treballar era de 112 persones, 85 eren actives i 27 eren inactives. De les 85 persones actives 74 estaven ocupades (39 homes i 35 dones) i 11 estaven aturades (8 homes i 3 dones). De les 27 persones inactives 12 estaven jubilades, 7 estaven estudiant i 8 estaven classificades com a «altres inactius».

### Ingressos
El 2009 a Craménil hi havia 62 unitats fiscals que integraven 147,5 persones, la mediana anual d'ingressos fiscals per persona era de 14.972 €.

### Activitats econòmiques
Dels 4 establiments que hi havia el 2007, 1 era d'una empresa de fabricació d'altres productes industrials, 2 d'empreses de construcció i 1 d'una empresa d'hostatgeria i restauració.
Dels 2 establiments de servei als particulars que hi havia el 2009, 1 era una fusteria i 1 electricista.
L'any 2000 a Craménil hi havia 16 explotacions agrícoles que ocupaven un total de 504 hectàrees.

## Poblacions més properes
El següent diagrama mostra les poblacions més properes.